# Марлена Гайдук
Марлена Гайдук (пол. Marlena Hajduk; нар. 21 листопада 1989, Забже, Польща) — польська футболістка, півзахисниця.

## Життєпис
Почала грати у футбол у дворі, потім тренувалась з хлопцями у Вальці (Забже). У 2003 році почала грати в ККС (Забже). Влітку 2008 року переїхала в «Гол» (Ченстохова), а через рік – в «Унію» (Ратибор), у складі якої ставала переможцем чемпіонату Польщі в сезонах 2009/10 та 2010/11 та кубок Польщі. З початком сезону 2011/12 років перейшла до «Гурника» (Ленчна), у кольорах якого здобула три бронзи та три срібні медалі чемпіонату Польщі, а також двічі виходила до півфіналу та тричі до фіналу Кубку Польщі. Починаючи з сезону 2017/18 року Марлена представляла кольори клубу Першої ліги ГКС (Катовіце).

## Досягнення
- Екстраліга
  -  Чемпіон (2): 2009/10, 2010/11
  -  Срібний призер (3): 2013/14, 2015/16, 2016/17
  -  Бронзовий призер (3): 2011/12, 2012/13, 2014/15

- Кубок Польщі
  -  Володар (2): 2009/10, 2010/11
  -  Фіналіст (3): 2014/15, 2015/16, 2016/17
  - 1/2 фіналу (2): 2011/12, 2013/14